# Altaussee
Altaussee osztrák község Stájerország Liezeni járásában. 2018 januárjában 1878 lakosa volt.

## Elhelyezkedése

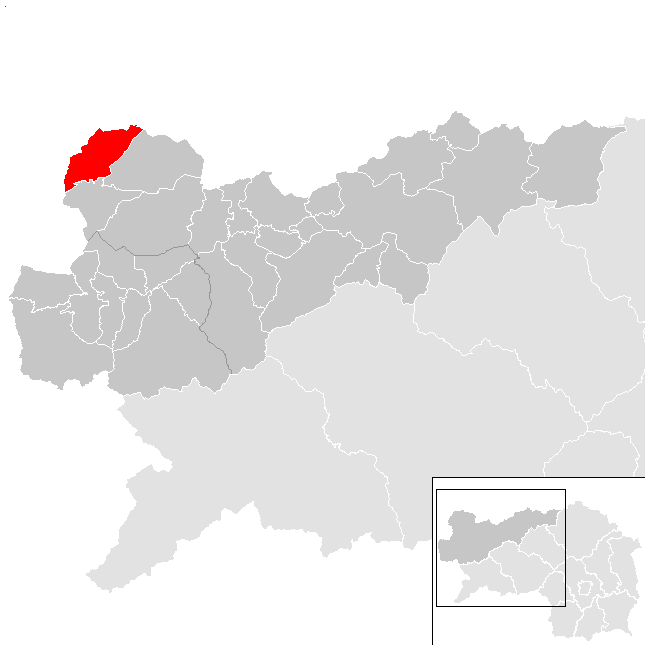
Altaussee a Liezeni járásban

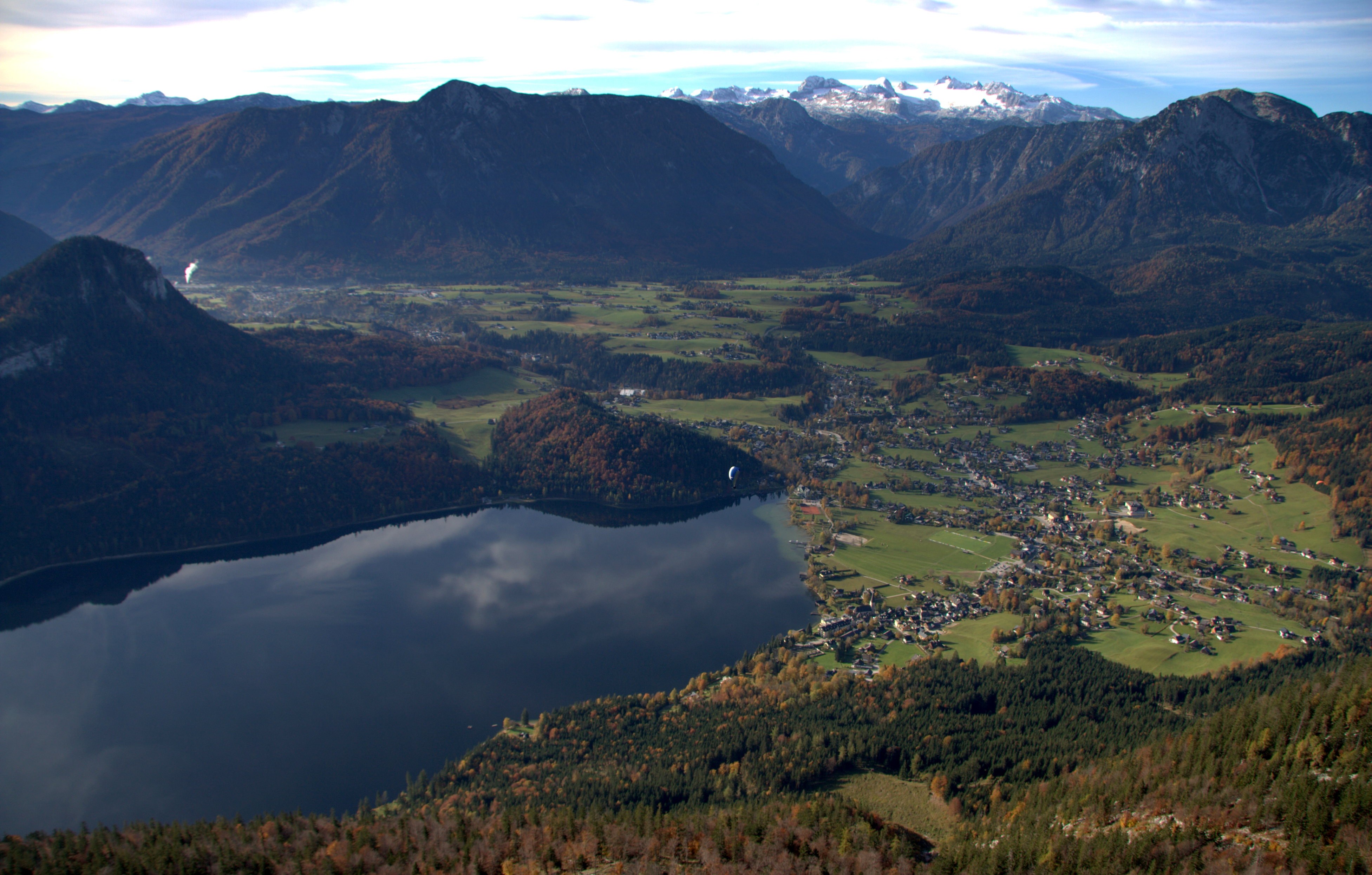
Altausee a levegőből

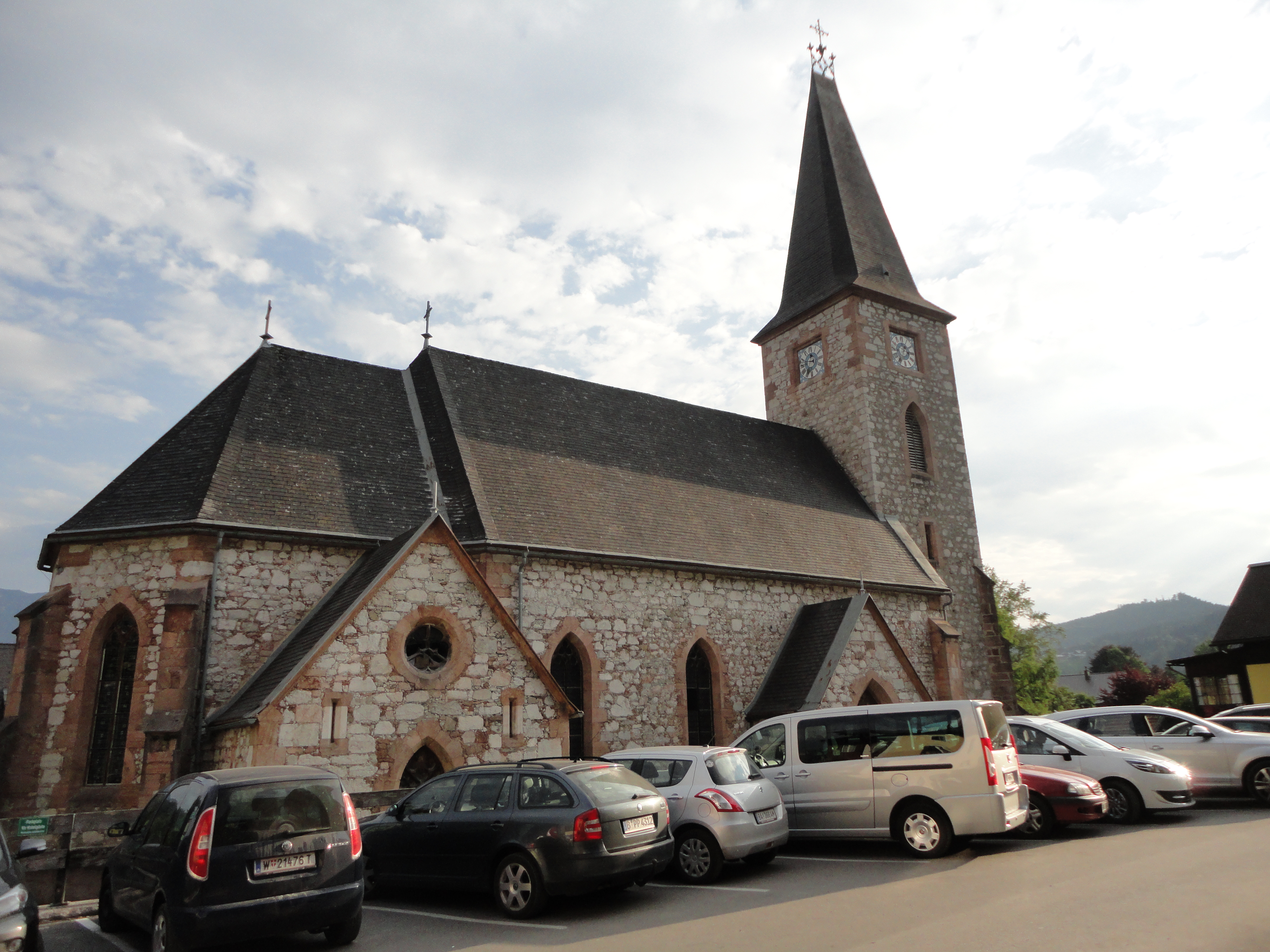
A Szt. Egyed-plébániatemplom

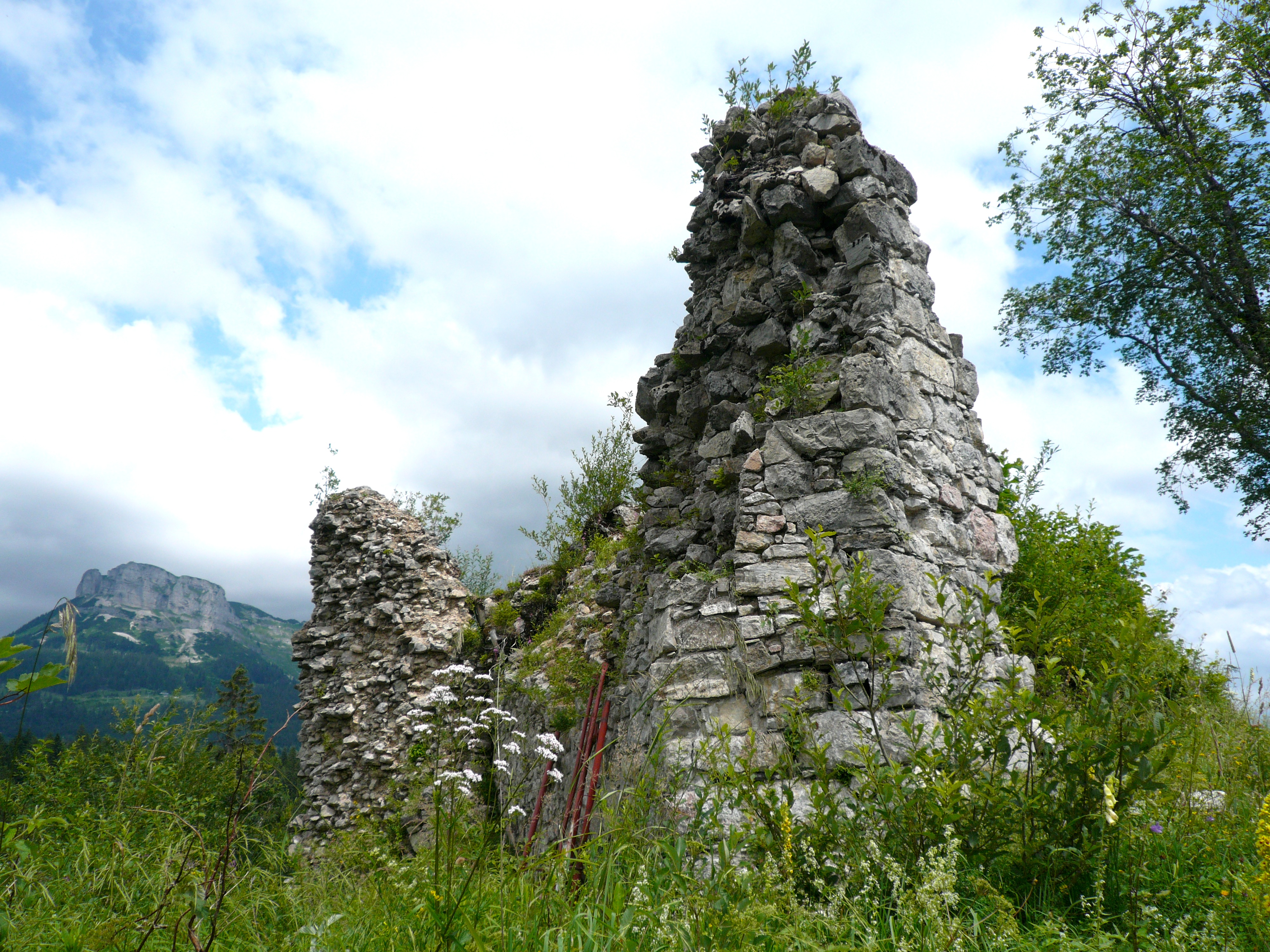
Pflindsberg várának romjai

Altaussee a Salzkammergut stájerországi részén fekszik, az Altaussee-i tó partján, a Totes-hegység délnyugati határán. Maga a település egy medencében található, melyet a Loser (1838 m), Trisselwand (1755 m) és Sandling (1717 m) hegycsúcsok vesznek körbe. Területének legmagasabb pontja a 2093 m-es Schönberg a felső-ausztriai határon. Legfontosabb folyója a tó vizét levezető Altausseer Traun, a Traun folyó egyik forrása. A falun az Augstbach folyik keresztül. Egyéb jelentős állóvizei még az  Augstsee, a Wildensee és az Ostersee. Az önkormányzat 5 települést egyesít: Altaussee (317 lakos), Fischerndorf (277), Lichtersberg (428), Lupitsch (268) és Puchen (538).
A környező önkormányzatok: délkeletre Grundlsee, délre Bad Aussee, nyugatra Bad Goisern am Hallstättersee, északnyugatra Bad Ischl, északra Ebensee, északkeletre Grünau im Almtal (utóbbi négy Felső-Ausztriában).

## Története
A térség legkorábbi, emberi tevékenységre utaló jelei a szomszédos Grundlsee Salzofen-barlangjából származnak, ahol a régészek 34 ezer éves tűzhelyt tártak fel. A térségnek a bronzkorban és a kora vaskorban viszonylag sok lakója volt, ami azzal magyarázható, hogy a hallstatti kultúra egyik központja (Hallstatt) csak 20 km-re van innen. A község területén létezett egy település a római korban (i.sz. 2-4. század) és feltehetően sót is bányásztak már ekkor. A népvándorlás végén szlávok telepedtek meg Altaussee területén, számos mai helynév szláv eredetű. 800 körül megkezdődött a bajorok beáramlása.
Aultaussee első írásbeli említése 1147-ből származik, amikor III. Ottokár stájer őrgróf két sófőzdét adományozott a reini apátságnak. A Babenbergek kihalása utáni zűrzavaros időszakban Philipp von Spanheim salzburgi érsek magának követelte a régiót (ún. Ausseerland) és igénye biztosítására Altauseetől keletre felépítette Pflindsberg várát; 1254-ben azonban kénytelen volt visszaadni a stájer hercegnek, miután az Ausztriáért háborúzó IV. Béla magyar és II. Ottokár cseh király kiegyezett egymással a budai békében. A vár fontos sókereskedelmi útvonalat ellenőrző vár idővel a Habsburgok magánbirtokához, a Salzkammerguthoz került át, és az az uradalom, amelynek központjául szolgált az Ausseerland jövedelmeinek 90%-át termelte meg. A sókamara azonban 1395-ben átkerül Ausseebe, és az erődöt inkább a járásbíróság börtöneként használták.
A 16. századi reformáció során a lakosok többsége áttért a protestáns vallásra. 1599-ben egy rekatolizációs komisszió erővel visszaterelte őket a katolikus egyház berkeibe. Az itteni lakók az önfenntartást szolgáló mezőgazdaságon túl elsősorban sóbányászattal foglalkoztak, az ebből származó jövedelem közvetlenül a császárt gazdagította. A bányászok munkaidejét már 1764-ben nyolc órára korlátozták és a kiöregedett munkások nyugdíjban részesültek.
A napóleoni háborúk alatt a térségen több alkalommal francia csapatok vonultak keresztül, ezért a hágókat megerősítették. 1808-ban I. Ferenc császár meglátogatta az altausseei sóbányát. Néhány évvel később az arisztokrácia felfedezte a Salzkammergut természeti szépségeit és rendszeresen idejártak nyaralni. A szomszédos Bad Ischlt 1849-ben császári nyári rezidenciává nyilvánították. Az udvar jelenléte magával vonzotta a nemességet és a bécsi nagypolgárságot és sorra épültek a fényűző villák a tavak szomszédságában. 1877-ben átadták a Rudolf koronaherceg-vasutat, amellyel még könnyebbé vált a régió megközelítése. A századforduló táján Altaussee kedvelt nyaralóhelyévé vált a bécsi Jung-Wien irodalmárkörnek (Hugo von Hofmannsthal, Leopold Andrian, Arthur Schnitzler stb.). Herzl Tivadar is számos nyarat töltött Altausseeben.
Az 1938-as Anschluss során csak egyetlen helybeli szavazott a Német Birodalomhoz való csatlakozás ellen. Az Auseerland az Oberdonau (felső-ausztriai) reichsgauhoz került, a községi tanácsok autonómiáját pedig megszüntették. A községben 29 zsidó tulajdonú villa volt, ezeket elkobozták és náci pártfunkcionáriusok (főleg gauleiterek) üdültek bennük. 1943-ban az altauseei sóbányában bombabiztos raktárat hoztak létre az Ausztriából és Európából összegyűjtött műkincsek számára, amelyekből a linzi Führermúzeumot akarták létrehozni. A háború végére 6500 festmény, szobor, bútor, fegyver, könyv stb. gyűlt össze. 1945 áprilisában August Eigruber gauleiter parancsot adott a műkincsek megsemmisítésére és nyolc féltonnás légibombát helyeztek el az alagutakban. Az bánya alkalmazottainak az utolsó pillanatban sikerült megakadályoznia az akciót. A műkincseket az amerikaiak lefoglalták és Münchenbe szállították, de az eredeti tulajdonosoknak való visszaszolgáltatás még mai napig is folyamatban van. 1944 tavaszától mintegy 20 főből álló dezertőr- és ellenállócsoport rejtőzött a Totes-hegységben, akiket a helyi lakosság látott el élelemmel. A háború végén az Auseerland az ún. Alpesi erőd (Alpenfestung) része volt, ahová a náci kormány és kelet-európai szövetségeseik visszavonultak az előrenyomuló ellenség elől. 1945 áprilisában Ernst Kaltenbrunner, a Biztonsági Főhivatal vezetője Berlinből az altausseei Villa Kerry-be helyezte át hivatalát. Az amerikaiak május 8-án érték el a falut. Kaltenbrunner egy hegyi faházba menekült, ahol négy nappal később letartóztatták. Villájában 60 kg aranyat találtak elrejtve.
1948-ban Altaussee visszakerült Stájerországhoz.

## Lakosság
Az altausseei önkormányzat terület 2017 januárjában 1879 fő élt. A lakosságszám 1951-ben érte el a csúcspontját 2267 fővel; ezután 2011-ig csökkent, újabban ismét gyarapodó tendenciát mutat. 2015-ben a helybeliek 92,5%-a volt osztrák állampolgár; a külföldiek közül 4% a régi (2004 előtti), 2,4% az új EU-tagállamokból érkezett. 2001-ben a lakosok 81,7%-a római katolikusnak, 5,7% evangélikusnak, 9,5% pedig felekezet nélkülinek vallotta magát. Ugyanekkor 10 magyar élt a községben.

## Látnivalók

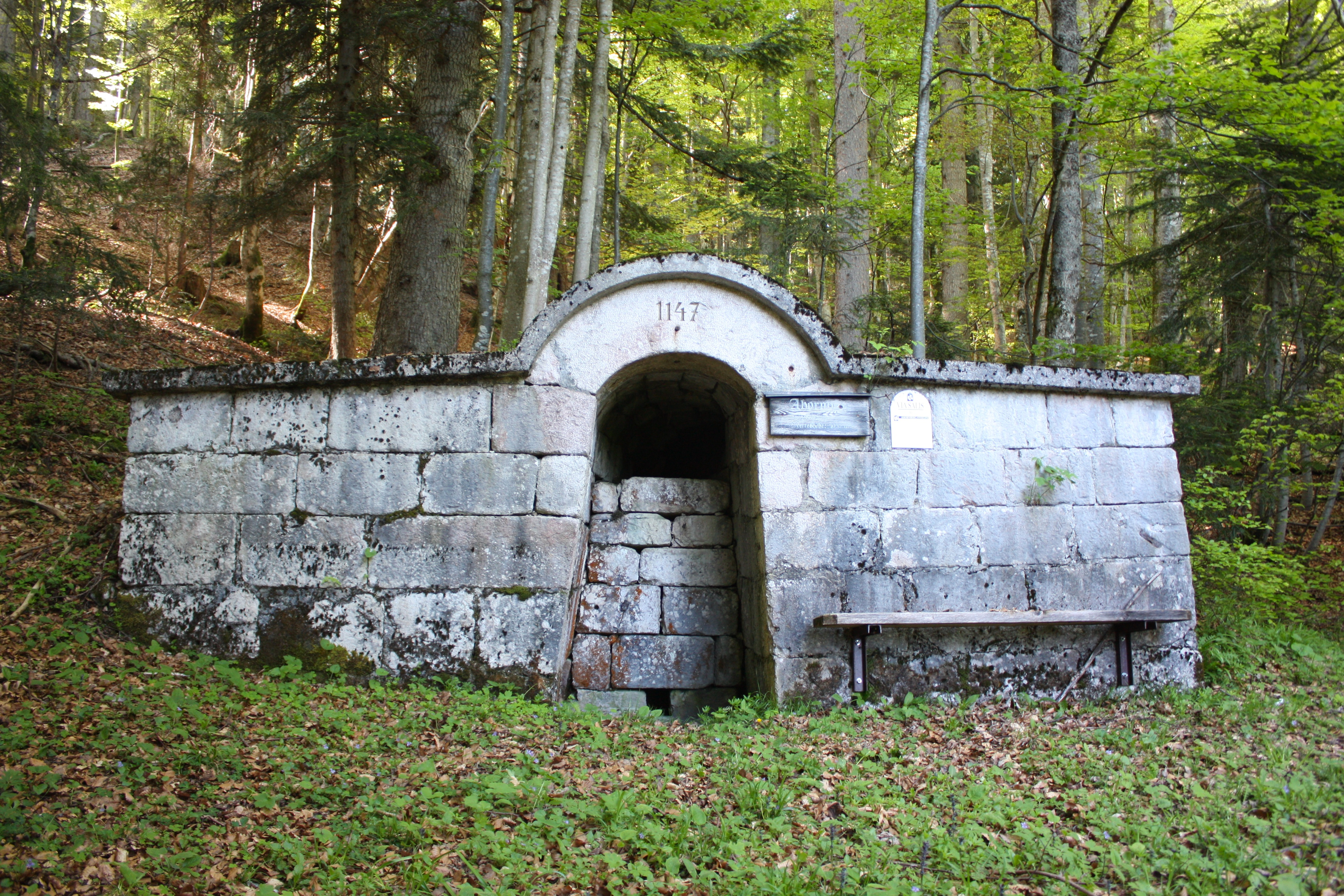
A sóbánya régi bejárata

- a Szt. Egyed-plébániatemplomot a 13. században alapítottak. Mai neogótikus külsejét 1861-ben nyerte el.
- Pflindsberg várának romjai
- az altauseei irodalmi múzeum
- a sóbányamúzeum
- a szeptember első hétvégéjén tartott Altausseer Kiritåg sátoros sörfesztivál 20 ezer vendéget vonz évente
- a május végi nárciszfesztivál
- a sóbányában 1938-ban magas ásványianyag-tartalmú gyógyforrásra bukkantak, melynek vizét levezették a községbe

## Híres altausseeiek
- Barbara Frischmuth (1941-) író
- Paul Preuß (1886-1913) hegymászó

## Fordítás
- Ez a szócikk részben vagy egészben  az   Altaussee című német Wikipédia-szócikk ezen változatának fordításán alapul.  Az eredeti cikk szerkesztőit annak laptörténete sorolja fel. Ez a jelzés csupán a megfogalmazás eredetét és a szerzői jogokat jelzi, nem szolgál a cikkben szereplő információk forrásmegjelöléseként.